# Archidiocèse de Besançon
L'archidiocèse de Besançon (en latin : Archidioecesis Bisuntina) est une église particulière de l'Église catholique en France. Son siège est la cathédrale Saint-Jean de Besançon. Érigé au IIIe siècle, le diocèse de Besançon est élevé au rang d'archidiocèse métropolitain au IVe siècle. Depuis le 10 octobre 2013, Jean-Luc Bouilleret est l'archevêque métropolitain de Besançon.

## Le diocèse aujourd'hui
Quelques chiffres du diocèse de l'archevêché de Besançon aujourd'hui (chiffres 2022) :
- Le diocèse de Besançon comporte 67 paroisses, 13 doyennés (regroupement de plusieurs paroisses) et 1 010 communes :
  - 486 communes dans le Doubs ;
  - 524 communes dans la Haute-Saône ;
- 67 paroisses :
  - 39 dans le Doubs ;
  - 28 en Haute-Saône ;
- 13 doyennés[1] :
  - 7 dans le Doubs ;
  - 6 en Haute-Saône ;
- 115 prêtres incardinés dont :
  - 43 en activité ;
  - 72 à la retraite (pouvant parfois avoir encore une activité).
- En 2022[2], le diocèse comptait 578 400 baptisés pour une population de 608 500 habitants (95,1%), servis par 146 prêtres (135 diocésains et 11 réguliers), 36 diacres permanents, 29 religieux et 309 religieuses (de 11 congrégations différentes) dans 67 paroisses.
- En 2019, il y a eu 3 ordinations sacerdotales dans le diocèse[3], ce qui est au-dessus de la moyenne et important par rapport à d'autres diocèses de France qui n'en connaissent pas.

## Historique

### Antiquité
Vers la fin du IIe siècle, l'évêque saint Irénée de Lyon envoie deux évangélisateurs, le prêtre saint Ferréol et son frère diacre saint Ferjeux (originaires d'Athènes en Grèce) fonder l'Église de Besançon (Besuntius) et évangéliser la Séquanie gallo-romaine (ils sont tous les deux martyrisés vers 212 et deviennent les saints patrons de Besançon).
Le diocèse est anéanti pendant la période des grandes invasions barbares (les Burgondes et les Alamans envahissent la Séquanie) à partir du IVe siècle après la chute de l'Empire romain puis se réorganise au début du VIIe siècle avec les rois catholiques Francs mérovingiens qui chassent ou intègrent en plusieurs siècles les barbares de France sous la directive des papes catholiques d'occident
Durant la période carolingienne féodale, les comtes de Bourgogne disposent pratiquement du pouvoir et du siège des archevêques bien que ceux-ci soient des personnes importantes (liste des comtes palatins de Bourgogne). Besançon devient un évêché de la grande province gallo romaine de Séquanie vers la fin du IIIe siècle.

### Moyen Âge

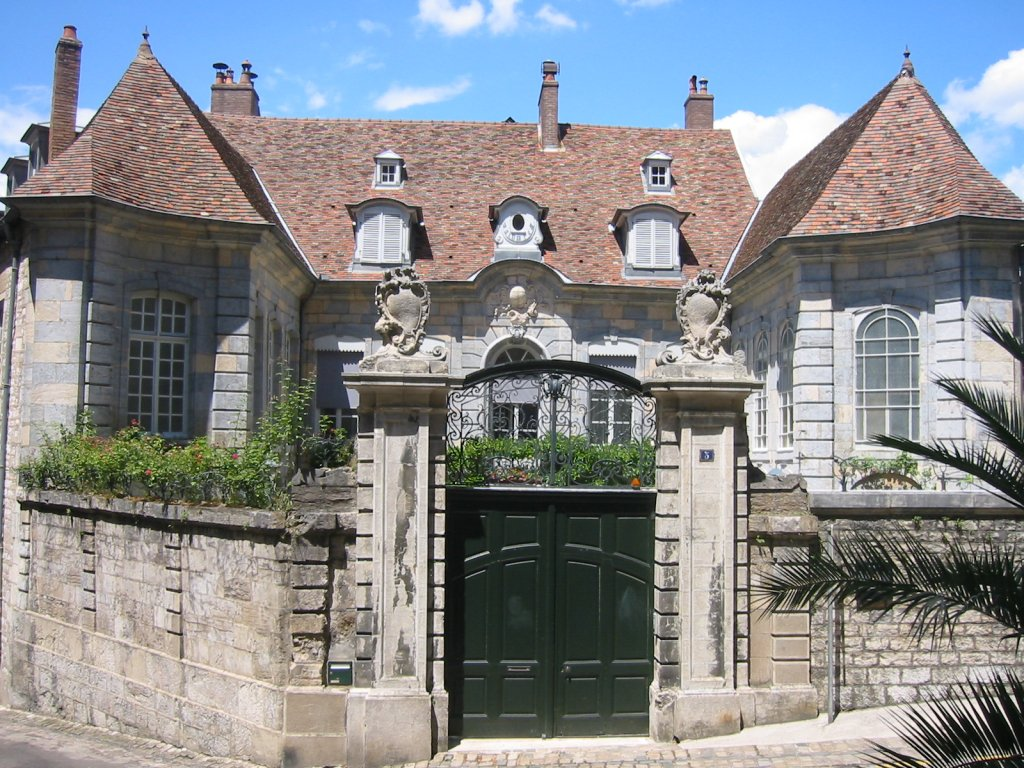
Archevêché de Besançon.

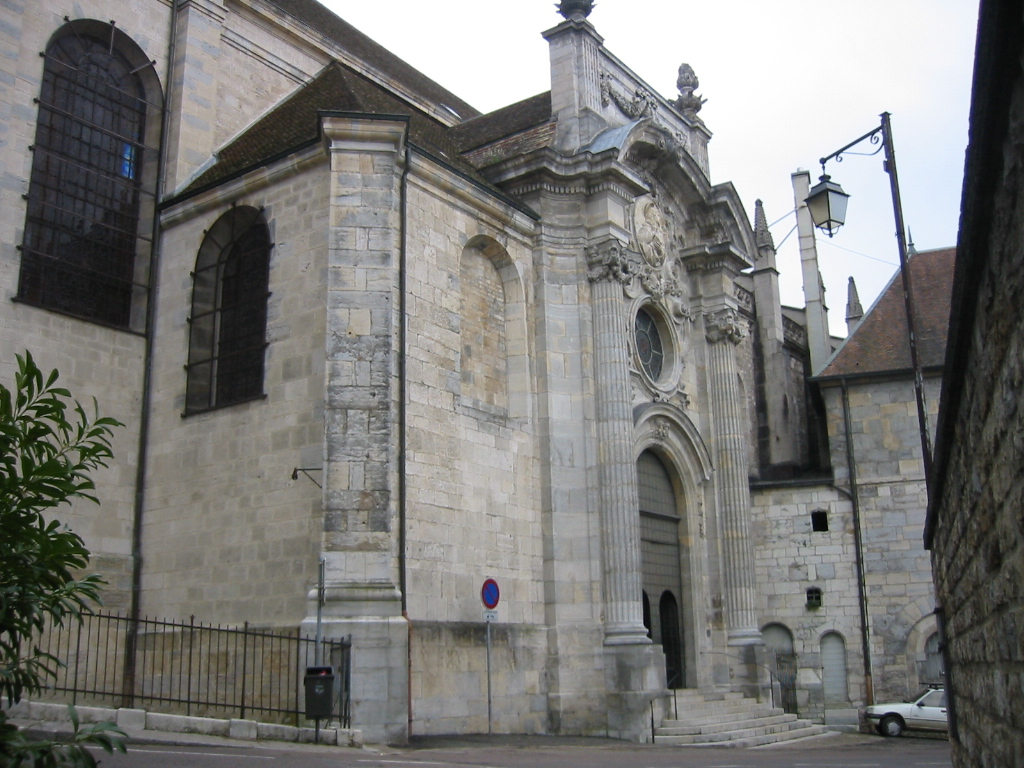
Cathédrale Saint-Jean de Besançon.

Après le décès du roi Rodolphe III de Bourgogne le 6 septembre 1032, la ville de Besançon est comme tout son royaume d'Arles rattachée au Saint-Empire romain en liaison avec la succession de Bourgogne jusqu'en 1034.
L'archevêque de Besançon Hugues de Salins, grâce à l'appui de l'empereur Conrad II le Salique, devient le seigneur de la ville qui prospère sous son impulsion. De cette époque date la cathédrale gothique. Après la mort de celui-ci en 1066, une lutte pour sa succession plonge Besançon dans une longue période de crise. Aussi, en 1307, la ville obtient le statut de « ville libre » directement soumise à l'autorité impériale et indépendante du comté de Bourgogne (Franche Comté), dont Dole est la capitale. Les différends entre les archevêques et les citoyens se prolongèrent jusqu'au XVe siècle
En 1119, l'archidiocèse donne à l'Église un grand pape : Calixte II, originaire de Quingey (20 km au sud de Besançon), élu à l'abbaye de Cluny dans le duché de Bourgogne, instigateur du pèlerinage de Saint-Jacques-de-Compostelle.
Les abbayes nouvelles, surtout cisterciennes, se multiplient : elles sont les principaux foyers de résistance au schisme épiscopal de l'empereur catholique Frédéric Barberousse, suzerain de la Franche-Comté et de l'archevêché de Besançon.

### Époque moderne
Pendant la Réforme protestante, les institutions catholiques se dégradent. La politique des souverains et du Parlement aide au maintien de la foi traditionnelle.
Besançon rejoint la France par les traités de Nimègue en 1678/1679; toutefois, les archevêques ont gardé le statut de princes du Saint-Empire ayant droit de siéger et de voter à la diète d'Empire comme états impériaux jusqu'au recès de 1803. Le diocèse coïncide pratiquement durant tout l'Ancien Régime avec le comté de Bourgogne (ou Franche-Comté y compris le comté de Montbéliard).
Par la Constitution civile du clergé, décrétée par l'Assemblée nationale constituante le 12 juillet 1790, Besançon devient le siège du diocèse du département du Doubs et de la métropole de l'arrondissement métropolitain de l'Est comprenant les diocèses départementaux du Haut-Rhin, du Bas-Rhin, des Vosges, de la Haute-Saône, de la Haute-Marne, de la Côte-d'Or et du Jura. Bien que sanctionnée par Louis XVI le 24 août suivant, la Constitution civile du clergé n'est pas reconnue par le Saint-Siège.

### Époque contemporaine
À la suite du concordat de 1801, par la bulle Qui Christi Domini du 29 novembre 1801, le pape Pie VII maintient l'archidiocèse de Besançon pour les trois départements du Doubs, de la Haute-Saône et du Jura.
Par la bulle Paternae caritatis du 6 octobre 1822, Pie VII rétablit le diocèse de Saint-Claude pour le département du Jura.
L'archidiocèse de Besançon a alors pour suffragants Dijon et Autun (précédemment dépendant de Lyon, auquel ils retournèrent sous la Restauration), Metz, Nancy, et Strasbourg, ces trois derniers précédemment suffragants des archidiocèses de Trèves ou de celui de Mayence.
À la suite de la Guerre franco-prussienne de 1870-1871, le Territoire de Belfort, resté français et détaché de l'évêché de Strasbourg, fut intégré à l'archidiocèse de Besançon. Celui-ci comprit alors les trois départements du Doubs, de la Haute-Saône et du Territoire de Belfort.
Par la bulle pontificale du pape Jean-Paul II du 3 novembre 1979, le Territoire de Belfort, le Pays de Montbéliard et le canton d'Héricourt en Haute-Saône furent détachés du diocèse de Besançon et constituèrent un nouveau diocèse autonome, le diocèse de Belfort-Montbéliard.

## Abus sexuels
À la suite de plusieurs plaintes pour abus sexuels, l'évêque Jean-Luc Bouilleret suspend Raymond Jaccard de ses ministères en mai 2020,.

## Liste des évêques et archevêques de Besançon
- Depuis le 10 octobre 2013, l'archevêque de Besançon est Jean-Luc Bouilleret.

## Blason de l'archidiocèse
Dans l'armorial du Saint-Empire de Johann Siebmacher édité en 1606, les armes du diocèse de Besançon sont « De gueules à l'aigle éployée d'or ». Cette aigle figure sur la monnaie estévenante que battait l'archevêque de Besançon. Sur le revers des pièces figuraient les symboles des deux chapitres de Besançon : le bras de Saint Étienne et l'aigle de Saint Jean. Ce blason des deux chapitres de Besançon va peu à peu s'imposer comme le blason du diocèse de Besançon.

Blason ancien du diocèse.
Blason moderne du diocèse.

## Évêques originaires de l'archidiocèse de Besançon
- Gerland d'Agrigente, 11e siècle, évêque d'Agrigente en Sicile
- Georges Béjot (1896-1987), évêque auxiliaire de Reims
- Maurice Pourchet (1906-2004), évêque de Saint-Flour (1960-1982)
- Robert de Chevigny (1920-2011), CSS, évêque de Nouakchott (1973-1995)
- Léon Taverdet (1923-2013), FMC, évêque de Langres (1981-1999)
- Jean Orchampt (1923-2021), évêque d'Angers (1974-2000)
- François Bussini (1936-2018), évêque d'Amiens (1985-1987)
- Gérard Daucourt (1941-), évêque émérite de Nanterre
- Philippe Ballot (1956-), archevêque de Chambéry, puis archevêque-évêque de Metz

## Lieux et monuments
- Sanctuaire Notre-Dame du Chêne (Scey-Maisières)
- Ancienne abbaye Saint-Colomban de Luxueil
- Ancienne abbaye de Montbenoit
- Ancienne abbaye Notre-Dame de Faverney et sa basilique Notre-Dame de la Blanche
- Ancienne abbaye Sainte-Odile à Baume-les-Dames
- Abbaye de la Grâce-Dieu (ancienne abbaye cistercienne, aujourd'hui studium des Travailleuses missionnaires de l'Immaculée Conception)
- Chapelle Notre-Dame du Haut, œuvre de Le Corbusier à  Ronchamp
- Monastère Sainte Claire[6], réalisé par l'architecte Renzo Piano, Ronchamp
- Basilique Notre-Dame de Gray
- Basilique saint Férréol et saint Ferjeux, Besançon

|  |  |  |

## Personnalités liées au diocèse

### Saints et bienheureux
- Saints Ferréol et Ferjeux, évangélisateur du diocèse au début du IIIe siècle[7].
- Saint Colomban, moine Irlandais, fondateur d'une abbaye dans le diocèse, à Luxueil.
- Saint Ermenfroy, moine à Luxeuil, puis fondateur d'un prieuré à Cusance, dont il devient l'abbé.
- Sainte Jeanne-Antide Thouret, né dans le diocèse (à Sancey-le-Long), religieuse, fondatrice de la congrégation des Sœurs de la charité.
- Bienheureux Marie-Jean-Joseph Lataste, prêtre dominicain, fondateur des Sœurs dominicaines de Béthanie au sein du diocèse.
- Saint Joseph Marchand, né dans le diocèse (à Passavant), prêtre missionnaire, martyr au Vietnam durant le XIXe siècle[7].
- Saint Isidore Gagelin, né dans le diocèse (à Montperreux), prêtre missionnaire, martyr au Vietnam durant le XIXe siècle[7].
- Saint Étienne-Théodore Cuenot, né dans le diocèse (au Bélieu), missionnaire, évêque et  martyr au Vietnam durant le XIXe siècle[7].

### Autres
- Servante de Dieu, sœur Marie du Sacré-Cœur Bernaud, née à Besançon en 1825, elle devient visitandine. Elle créa la Garde d'Honneur du Sacré-Cœur.
- Vénérable Antoine-Sylvestre Receveur, né dans le diocèse (à Bonnetage), prêtre, fondateur des Sœurs de la retraite chrétienne.
- Sophie Prouvier, fondatrice de l'institut des Vierges de Jésus et Marie en 1851.
- Abbé Pierre Chaillet, grande figure de la Résistance, prêtre du diocèse de Besançon.
- Florin Callerand, fondateur du foyer spirituel « La Roche d'Or ».